# Ponte di Oleggio
Il ponte di Oleggio è un ponte tra i comuni di Oleggio e Lonate Pozzolo, costruito tra il 1887 e il 1889 sul Ticino.
Il ponte ha una struttura a "traliccio" simile a quella dei ponti americani con struttura in legno ed è lungo 187,5 m. È attraversato dalla strada statale 527 Bustese.

## Storia
Discussioni sulla necessità della costruzione di un ponte per gestire il traffico che attraversava il Ticino nei pressi di Oleggio, al posto di traghetti o strutture provvisorie come ponti di barche, risalgono già all'inizio del XIX secolo. Queste cominciano a concretizzarsi con la Legge 23 luglio 1881 sulle opere straordinarie statali ed urgenti che prevedeva tra le altre cose anche un ponte sul Ticino in località Tornavento (ma era stata presa in considerazione anche la località di Castel Novate) nel comune di Lonate Pozzolo e il collegamento stradale tra Oleggio e Gallarate.
Il primo progetto dell'ingegnere Vincenzo Soldati fu ritenuto insufficiente dagli enti pubblici, perché non sufficientemente protetto contro le massime piene del fiume e ritenevano insufficiente la profondità delle fondamenta sotto il livello del fiume. Una commissione terza approvò in gran parte il progetto dell'ingegnere Soldati, ma al 1885 il progetto era ancora bloccato.
Nel 1886 l'ingegnere Soldati, visti ulteriori rilievi avanzati dagli enti, rivide il progetto, che ora prevedeva tra travate indipendenti e previsto per un doppio transito automobilistico e ferroviario, con la via stradale al piano inferiore e quella ferroviaria al piano superiore Alla fine le amministrazioni provinciali e il comune di Oleggio concordarono per un ponte senza l'opzione del traffico ferroviario al piano superiore, ma prevedendo comunque che i piloni fossero sufficientemente robusti da supportare un possibile futuro traffico ferroviario.
La costruzione fu appaltata alla ditta Fratelli Invitti di milano il 20 gennaio 1887 e il cantiere di costruzione aperto nel 1887. Il ferro per la struttura fu fornito dalla Ferriera Tardy e Berrech di Savona Per facilitare l'arrivo della strada dalla sponda piemontese fu richiesta una leggera variante d'opera nel luglio 1887 e i nuovi progetti presentati il 9 dicembre 1887. Per rallentare lo scorrimento del fiume in caso di piena furono posizionati blocchi di calcestruzzo sulla sponda piemontese.
I lavori terminarono nel giugno 1889, una prima visita di collaudo fu effettuata il 20 agosto 1889 e quella definitiva il 18 novembre 1890, con un certificato di conformità dei lavori al progetto originale e alla sua variante datato al 24 dicembre 1890 Il costo delle opere del ponte ammontarono a 74 769,56 lire, ma furono liquidate completamente solo nel 1896 per contrasti tra l'impresa appaltatrice e le amministrazioni provinciali.
All'inizio del XX secolo ci furono alcuni progetti per la costruzione di una rete ferroviaria o tranviaria lungo la strada provinciale, che avrebbe quindi dovuto attraversare anche il ponte e nel 1906 viene costituito il Consorzio per l'impianto della Ferrovia Gallarate-Oleggio. Il progetto prevedeva una linea su un singolo binario a scartamento ridotto, che attraversando il ponte doveva seguire la strada provinciale per Gallarate e raggiungere lo scalo merci della stazione di Gallarate, mentre dall'altra parte dovesse arrivare fino alla stazione di Arona. Il progetto comunque non venne realizzato.
Durante la seconda guerra mondiale il ponte sopravvisse ai bombardamenti, perché la sua struttura rendeva più facile che una bomba attraversasse senza danni la sua struttura e solo un centro diretto su uno dei piloni avrebbe potuto danneggiarlo.
Il ponte è stato pensato originariamente per un traffico molto diverso e minore di quello attuale, per cui si è dovuti ricorrere al senso unico alternato per consentire il passaggio in sicurezza dei mezzi. L'aumento di traffico diretto dal novarese verso l'aeroporto della Malpensa ha sottoposto a maggior sforzo la struttura la cui durata comunque, per ponti di questo tipo, è stimata in 100-150 anni. Discussioni sulla sua sostituzione con un nuovo ponte sono in corso da anni.
Il 18 agosto 2018, in seguito all'allarme causato dal crollo del viadotto Polcevera, i controlli effettuati sul ponte da parte delle autorità hanno escluso situazioni di pericolo. Ciò nonostante il ponte venne chiuso per alcuni giorni nel marzo del 2019 per alcuni controlli strutturali.

## Caratteristiche

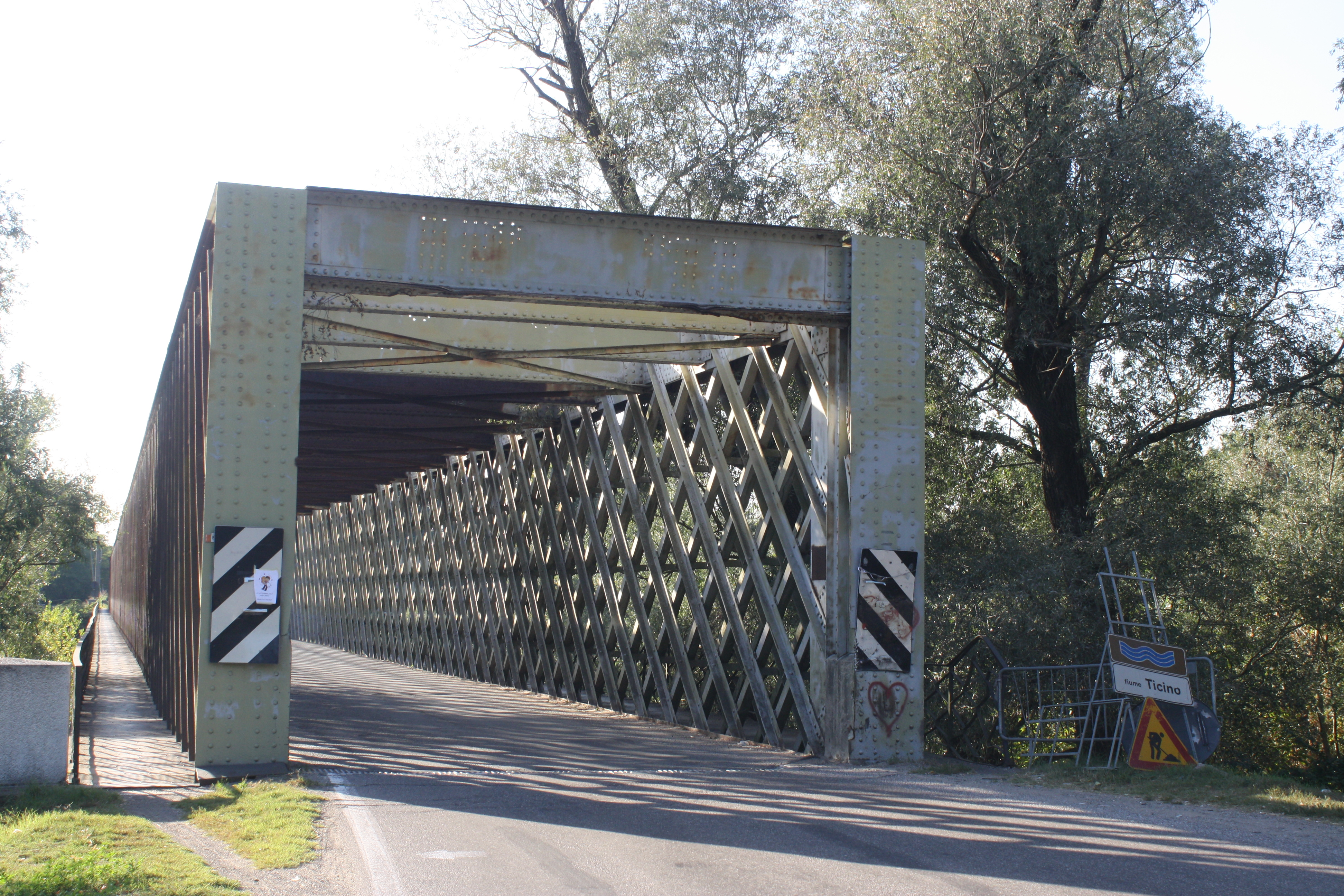
Ingresso del ponte dal lato Lombardo

Il ponte è l'unico esempio sopravvissuto in Italia di una struttura a graticcio simile a quella usata nei ponti in legno statunitensi. Altri ponti di questo tipo furono realizzati a Sesto Calende (1882), Turbigo (1887) e Malnate (1887).
Le travate del ponte sono formate dalla sovrapposizione di 8 travate reticolari semplici, rinforzate da sottili piattabande, che arrivano fino a cinque nei punti di massimo momento flettente in corrispondenza dei piloni. Il lato dei profili diagonali varia inoltre da 9 fino a 13 cm in corrispondenza dei pilastri. Le due travate sono collegate trasversalmente da travi a doppio T e su quelle inferiori sono montate longitudinalmente delle travi su cui è montato una lamiera grecata che fa da supporto alla sede stradale.
Sulle travi trasversali superiori furono inseriti fori che nel caso di utilizzo ferroviario sarebbero servite per l'ancoraggio delle travi di sostegno delle rotaie.
Le passerelle pedonali sono inserite a sbalzo della struttura del ponte, all'esterno della tralicciatura, e portano la sua lunghezza da 6,95 a 9 m. L'imboccatura utile del ponte consente il transito a veicoli di altezza massima di 4,42 m ed ha una larghezza di 5,33 m.